# Pier Paolo Capponi
Pour les articles homonymes, voir Capponi.
Pier Paolo Capponi, né à Subiaco le 9 juin 1938 et mort à Torri in Sabina le 15 février 2018, est un acteur et scénariste italien.

## Biographie
Né à Subiaco dans la province de Rome, après ses études, Pier Paolo Capponi s'est inscrit à une école de théâtre et a été choisi par le réalisateur Vittorio De Seta pour un rôle important dans Un homme à moitié.
Sa carrière cinématographique est divisée en parts égales comme « interprète de » film d'auteur (avec, entre autres, Paolo e Vittorio Taviani, Valerio Zurlini, Gérard Corbiau, de Francesco Rosi et Nelo Risi) et des films de genre, dans lesquels il est parfois crédité comme Norman Clark.
Après 1977, Pier Paolo Capponi concentre ses apparitions à la télévision et au théâtre.

## Filmographie partielle
- 1966 : 
  - Un homme à moitié (Un uomo a metà) de Vittorio De Seta
  - Le Roi de cœur de Philippe de Broca
- 1967 : Les Subversifs (I Sovversivi) de Paolo et Vittorio Taviani
- 1968 :
  - Ce salaud d'inspecteur Sterling (Quella carogna dell'ispettore Sterling) d'Emilio Miraglia
  - Assis à sa droite, parfois À sa droite (Seduto alla sua destra) de Valerio Zurlini
  - L'Enfer de la guerre (Commandos) d'Armando Crispino
- 1969 :La Religieuse de Monza (La monaca di Monza) d'Eriprando Visconti
- 1970 :
  - Les Hommes contre (Uomini contro) de Francesco Rosi
  - Photo interdite d'une bourgeoise (Le foto proibite di una signora per bene) de Luciano Ercoli
  - Uccidete il vitello grasso e arrostitelo de Salvatore Samperi
- 1971 :
  - Le Chat à neuf queues (Il gatto a nove code) de Dario Argento
  - Une saison en enfer (Una stagione all'inferno) de Nelo Risi
- 1972 : Le Tueur à l'orchidée (Sette orchidee macchiate di rosso) d'Umberto Lenzi
- 1973 : Le Boss (Il boss) de Fernando Di Leo
- 1977 : Antonio Gramsci: i giorni del carcere de Lino Del Fra
- 1978 : Diamants de sang (Diamanti sporchi di sangue) de Fernando Di Leo
- 1992 : Fiorile de Paolo et Vittorio Taviani
- 1994 : Farinelli de Gérard Corbiau
- 2002 : I banchieri di Dio de Giuseppe Ferrara